# Fishers
Fishers ist City in den Fall Creek und Delaware Townships im Hamilton County, Indiana, USA. Das U.S. Census Bureau hat bei der Volkszählung 2020 eine Einwohnerzahl von 98.977 ermittelt.
Der Ort nördlich von Indianapolis, der bis zu den letzten Wahlen den Status einer Town innehatte, hat in den letzten 20 Jahren seine Einwohnerzahl verzehnfacht.

## Partnerstadt
- Billericay, England